# Rachael Harris

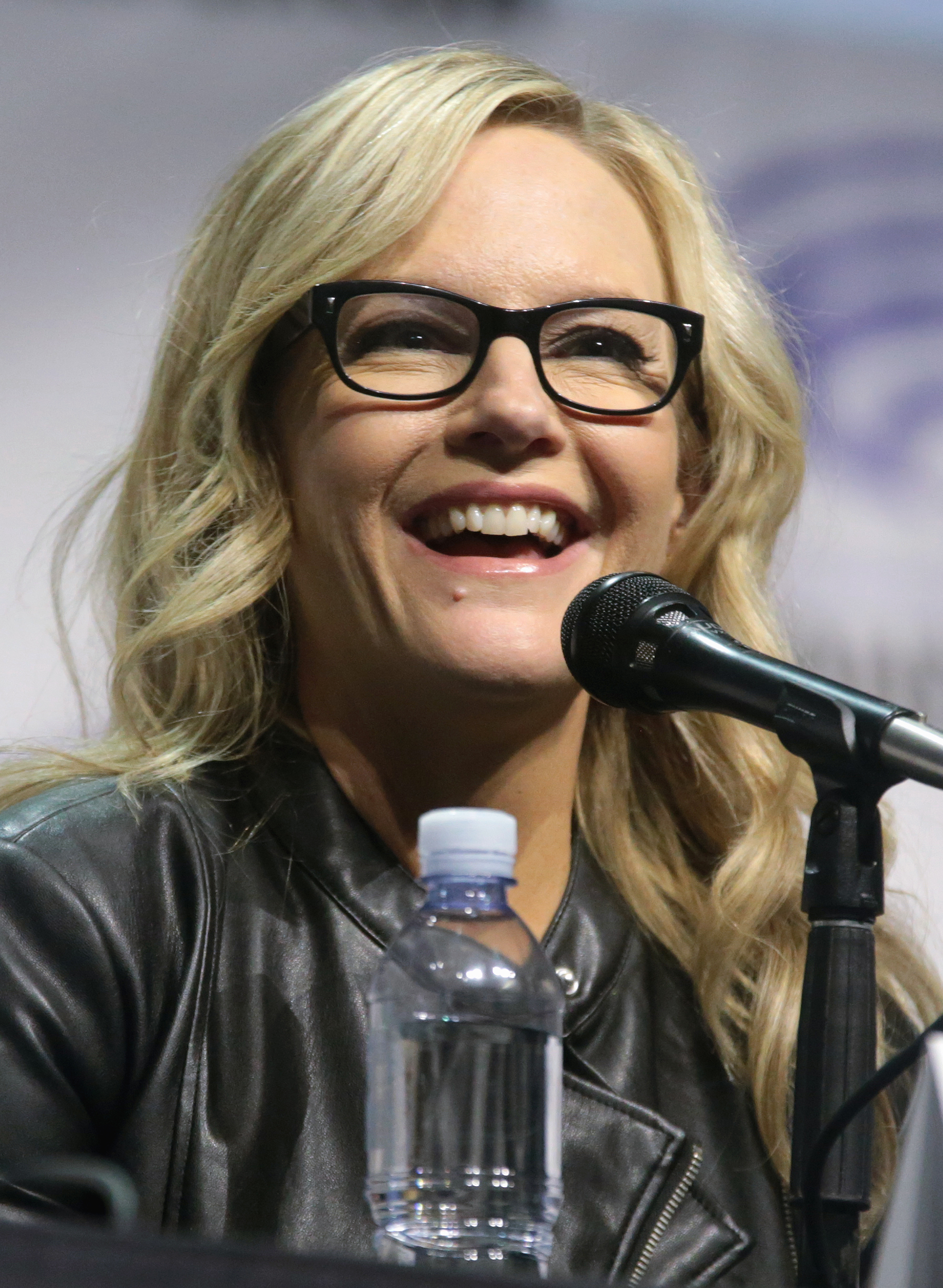
Rachael Harris bei der WonderCon 2017

Rachael Elaine Harris (* 12. Januar 1968 in Worthington, Franklin County, Ohio) ist eine US-amerikanische Schauspielerin und Komikerin.

## Leben
Rachael Harris wurde am 12. Januar 1968 in Worthington im US-Bundesstaat Ohio geboren. Sie absolvierte die Worthington High School (jetzt Thomas Worthington High School). Danach absolvierte sie das Otterbein College, ihr Hauptfach war Theater.
Anfänglich trat Harris in Los Angeles mit der Improvisationstruppe Groundlings auf und ist noch heute Mitglied von „The Groundlings Main Company“. Ihren ersten Fernsehauftritt hatte sie 1993 als Rose in einer Folge der 1. Staffel der Fernsehserie seaQuest DSV. Sie trat seitdem in einzelnen Folgen verschiedener Fernsehserien auf. In dem Film Die Strafe des Schweigens („Cellblock Sisters: Banished Behind Bars“) gab Harris 1995 ihr Debüt auch auf der Kinoleinwand. In Deutschland wurde sie bekannt durch ihre Rolle als Dr. Linda Martin, die Psychotherapeutin des Teufels, in der Fernsehserie Lucifer.
Harris ist seit 2015 in zweiter Ehe mit dem Violinisten Christian Hebel verheiratet. Sie hat zwei Söhne, die 2016 und 2018 geboren wurden.

## Filmografie (Auswahl)
Filme
- 2002: Stuart Little 2 (Stimme)
- 2002: Showtime
- 2003: Die Geistervilla (The Haunted Mansion)
- 2003: Der Kindergarten Daddy (Daddy Day Care)
- 2004: After the Sunset
- 2004: Starsky & Hutch
- 2005: Fußballfieber – Elfmeter für Daddy (Kicking and Screaming)
- 2007: Evan Allmächtig (Evan Almighty)
- 2007: Lizenz zum Heiraten (License to Wed)
- 2009: Hangover (The Hangover)
- 2010: Gregs Tagebuch – Von Idioten umzingelt! (Diary of a Wimpy Kid)
- 2011: Gregs Tagebuch 2 – Gibt’s Probleme? (Diary of a Wimpy Kid: Rodrick Rules)
- 2012: Gregs Tagebuch 3 – Ich war’s nicht! (Diary of a Wimpy Kid: Dog Days)
- 2014: Nachts im Museum: Das geheimnisvolle Grabmal (Night at the Museum: Secret of the Tomb)
- 2014: Lovesick
- 2014: Sun Belt Express
- 2014: Jason Nash Is Married
- 2015: Secret Agency: Barely Lethal (Barely Lethal)
- 2015: Freaks of Nature
- 2023: Old Dads
- 2024: Mother of the Bride

Fernsehserien
- 1998: Sister, Sister
- 2002: Friends (Episode 8x23)
- 2003–2022: Reno 911!
- 2003: Frasier (Episode 11x09)
- 2004: Lass es, Larry! (Curb Your Enthusiasm)
- 2004: The Smoking Gun TV
- 2004: Immer wieder Jim (According to Jim, Episode 3x17)
- 2005: Fat Actress
- 2005: Monk (Episode 4x09)
- 2006–2007: Ganz schön schwanger (Notes from the Underbelly)
- 2008: CSI: Vegas (CSI: Crime Scene Investigation, Episode 8x16)
- 2008: Pushing Daisies (Episode 2x02)
- 2008: Desperate Housewives (Episode 5x08)
- 2010: My Boys
- 2011: Modern Family
- 2011: Shit! My Dad Says ($#*! My Dad Says)
- 2012: New Girl
- 2013: The Office (Episode 9x23)
- 2012–2014, 2016–2019: Suits
- 2014: Surviving Jack (8 Episoden)
- 2014: Maron (Episode 2x09)
- 2014: Bad Judge (Episode 1x06)
- 2015: Good Wife (The Good Wife, Episode 6x12)
- 2015: BoJack Horseman (Episode 2x07)
- 2015: Gortimer Gibbon – Mein Leben in der Normal Street (Gortimer Gibbon’s Life on Normal Street, Episode 2x01)
- 2016–2021: Lucifer
- 2016–2020: Mike Tyson Mysteries (3 Episoden)
- 2022: Ghosts (Episode 1x11)
- 2022: The Sex Lives of College Girls (Episode 2x02)
- 2023: Fantasy Island (Episode 2x01)
- 2023: Gänsehaut (Goosebumps, 9 Episoden)